# Ираклий Андроников. Слово Андроникова
«Ираклий Андроников. Слово Андроникова.» — цикл из восьми телефильмов, устных рассказов Ираклия Андроникова, собранных из архивов киностудии «Мосфильм» и Ленинградского телевидения.

## Описание
В восьми фильмах из цикла «Слово Андроникова» писатель, сценарист, литературовед и мастер устного рассказа Ираклий Луарсабович Андроников (15.09.1908, Санкт-Петербург — 11.06.1990, Москва) представит несколько удивительных историй о своих встречах с певцом Федором Шаляпиным, о последних днях жизни А. С. Пушкина, о памятниках архитектуры Невского проспекта в Ленинграде, о Государственном музее А. С. Пушкина в Москве, о поэте Сергее Есенине…

## Содержание

### Фильм первый
Два рассказа И.Андроникова:
- И. Андроников рассказывает услышанный им от замечательного актера Малого театра Александра Остужева рассказ о его коллегах по театру, его учителях, о встречах с Федором Шаляпиным.
- Во втором рассказе Андроников рассказывает о своих фронтовых встречах.

### Фильм второй
Три рассказа И.Андроникова:
- «Земляк Лермонтова»,
- «Четыре часа из жизни Блока» и
- «Ошибка Сальвини»

### Фильм третий
Три рассказа И.Андроникова:
- «В гостях у дяди»,
- «Обед в честь Качалова» и
- «Первая встреча с Горьким»

### Фильм четвертый. Тагильская находка.
И. Андроников рассказывает о последних днях жизни А. С. Пушкина (на основе писем семьи Н. М. Карамзина).

### Фильм пятый. Невский проспект.
Рассказ И.Андроникова о памятниках архитектуры Невского проспекта в Ленинграде, о выдающихся людях, живших здесь.

### Фильм шестой. Возвращение к Невскому.
Продолжение рассказа И.Андроникова о памятниках архитектуры Невского проспекта в Ленинграде, о выдающихся людях, живших здесь.

### Фильм седьмой. Кропоткинская, 12.
Рассказ И.Андроникова о Государственном музее А. С. Пушкина в Москве

### Фильм восьмой.
Рассказы И.Андроникова:
- «Рассказ о Сергее Есенине»,
- «Певцов»,
- «Рекомендация Перцову Петру Петровичу» и
- «Трижды обиженный, или Все познается в сравнении»

## Критика
В большом, продолжающемся и поныне цикле фильмов «Слово Андроникова» Ираклий Луарсабович явился со своими героями, но как их Автор, Автор открытый, объявленный, всеми нами признанный. Действие в монологе, произнесенном в кадре, в цикле «Слово Андроникова» достигло высот истинного драматизма— Искусство кино, 1984
В то время жанр подобных передач был новаторским:

Рубрика «Ираклий Андронников рассказывает…», возникшая в середине 60-х годов и продолженная затем циклом "Слово Андроникова ", объединила персональные программы автора-исполнителя, ступающего на экране не только в жанре устного рассказа, но и в жанре репортажа-лекции.— Телевидение - поиски и решения : Очерки истории и теории сов. тележурналистики / А. Юровский. - 2-е изд., доп. - М.: Искусство, 1983. - 215 с. - стр. 129

В самое трудное время, когда ничего еще не было придумано, проверено, он смело, не боясь ничего, принес на телеэкран всего себя, со всеми своими находками и выдумками («Слово Андроникова»). … Ираклий Андронников — это новый, специально, специфически телевизионный спектакль. — Рина Зелёная - Разрозненные страницы
И так и остался во многом уникальным, связанным непосредственно с Андронниковым:

В его воспоминаниях о В. И. Ленине, Л. Н. Толстом, А. П. Чехове, Л. Н. Андрееве и других деятелях революции и культуры мы отмечаем черты художественного образа. У Андроникова эти образы устные. Он рассказывает в основном об известных людях, но в ракурсе своих впечатлений, добавляя к их портретам штрихи, видимые только его глазу. Андроников сочетает в себе талант писателя, артиста, ученого—исследователя. Жанр, в котором он выступает, уникален. Поэтому на телевидении его так определяют : « Слово Андроникова» или «Ираклий Андроников рассказывает».— Е. Я. Дубнова — Об искусстве художественного слова. — М.: Знание, 1986. — 109 с. — стр. 101—102